# Hoogewegse Molen
De Hoogewegse Molen is een uit 1652 stammende wipmolen, gelegen tussen de Nederlandse  plaatsen Noordwijk en Voorhout. De molen deed dienst als poldermolen. In 1711 en 1938 zijn ingrijpende verbouwingen nodig geweest na stormschade. De molen is nog maalvaardig, maar wordt alleen nog vrijwillig gebruikt. Hij heeft een vlucht van 17,30/17,40 meter. Doordat de molen in een open gebied ligt, heeft hij een grote landschappelijke waarde. 
In 1959 werd naast de molen een dieselgemaal geplaatst. In 1961 werd de molen gekocht door Rijnlandse Molenstichting. De molen heeft sinds 1967 de status rijksmonument. In 1969 werd de molen teruggebracht in de oorspronkelijke staat door het verwijderen van het lange spruit.